# Coupe du monde de ski acrobatique 2023-2024
Navigation
Édition précédente Édition suivante
La Coupe du monde de ski acrobatique 2023-2024 est la 45e saison de la Coupe du monde de ski acrobatique organisé par la Fédération internationale de ski et de snowboard. Elle débute le 19 octobre 2023 à Coire en Suisse et se termine le 23 mars 2024 à Silvaplana en Suisse.
La FIS décerne 4 gros globes individuels pour récompenser les vainqueurs des spécialités :
- le général des bosses (en additionnant les résultats des disciplines de bosses simples et de bosses parallèles);
- la coupe du monde de saut acrobatique ;
- la coupe du monde de skicross ;
- le général Freeski Park & Pipe (en additionnant les résultats des disciplines de half-pipe, slopestyle et big air).

La fédération décerne également 5 petits globes individuels pour les vainqueurs des disciplines des bosses simples, de bosses parallèles, de half-pipe, de slopestyle et de big air; Il y a aussi 2 petits globes pour les épreuves par équipe de saut et de skicross.
La FIS récompense également une Coupe des Nations générale (en comptabilisant les résultats des 2 meilleurs skieurs et skieuses dans chaque épreuve de chaque discipline), ainsi que 4 Coupes des nations pour les 4 spécialités concernées par les gros globes (en comptant tous les résultats des skieurs et skieuses dans chaque discipline) : bosses, saut, skicross, Freeski Park & Pipe.
En raison de l'Invasion de l'Ukraine par la Russie en 2022, les athlètes russes et biélorusses sont de nouveau interdits de compétition pour toute la saison.

## Tableau d'honneur
| Discipline        | Discipline          | Homme            | Femme             |
| ----------------- | ------------------- | ---------------- | ----------------- |
| Bosses            | Général             | Mikaël Kingsbury | Jakara Anthony    |
| Bosses            | Bosses simples      | Ikuma Horishima  | Jakara Anthony    |
| Bosses            | Bosses en parallèle | Mikaël Kingsbury | Jakara Anthony    |
| Saut              | Saut                | Qi Guangpu       | Danielle Scott    |
| Skicross          | Skicross            | David Mobärg     | Marielle Thompson |
| Freeski Park&Pipe | Général             | Alex Ferreira    | Mathilde Gremaud  |
| Freeski Park&Pipe | Big Air             | Alexander Hall   | Mathilde Gremaud  |
| Freeski Park&Pipe | Half-pipe           | Alex Ferreira    | Eileen Gu         |
| Freeski Park&Pipe | Slopestyle          | Mac Forehand     | Mathilde Gremaud  |

| Rang | Nation     | Points |
| ---- | ---------- | ------ |
|      | Canada     | 8983   |
| 2    | États-Unis | 8125   |
| 3    | Suisse     | 5737   |
| 4    | France     | 4548   |
| 5    | Suède      | 4032   |

## Bosses

### Programme
- 16 épreuves individuelles de ski de bosses (8 simples et 8 en parallèle) dans 9 stations.

### Classements

#### Général
| Rang | Nom              | Points | Victoire(s) | Podium(s) |
| ---- | ---------------- | ------ | ----------- | --------- |
|      | Mikaël Kingsbury | 1300   | 10          | 14        |
| 2    | Ikuma Horishima  | 982    | 4           | 10        |
| 3    | Filip Gravenfors | 705    |             | 5         |
| 4    | Walter Wallberg  | 568    | 2           | 4         |
| 5    | Nick Page        | 541    |             | 3         |

| Rang | Nom            | Points | Victoire(s) | Podium(s) |
| ---- | -------------- | ------ | ----------- | --------- |
|      | Jakara Anthony | 1480   | 14          | 15        |
| 2    | Jaelin Kauf    | 1064   | 1           | 11        |
| 3    | Olivia Giaccio | 882    | 1           | 9         |
| 4    | Hannah Soar    | 717    |             | 3         |
| 5    | Alli Macuga    | 615    |             | 2         |

| Rang | Nation     | Points |
| ---- | ---------- | ------ |
|      | États-Unis | 6465   |
| 2    | Japon      | 3846   |
| 3    | Canada     | 3597   |
| 4    | Suède      | 2485   |
| 5    | Australie  | 2166   |

#### Bosses simples (MO)
| Rang | Nom                 | Points | Victoire(s) | Podium(s) |
| ---- | ------------------- | ------ | ----------- | --------- |
|      | Ikuma Horishima     | 610    | 3           | 6         |
| 2    | Mikaël Kingsbury    | 600    | 4           | 6         |
| 3    | Filip Gravenfors    | 361    |             | 4         |
| 4    | Walter Wallberg     | 343    | 1           | 2         |
| 5    | Elliot Vaillancourt | 236    |             | 2         |

| Rang | Nom             | Points | Victoire(s) | Podium(s) |
| ---- | --------------- | ------ | ----------- | --------- |
|      | Jakara Anthony  | 720    | 7           | 7         |
| 2    | Jaelin Kauf     | 500    |             | 4         |
| 2    | Olivia Giaccio  | 427    | 1           | 4         |
| 4    | Hannah Soar     | 406    |             | 4         |
| 5    | Hinako Tomitaka | 325    |             | 2         |

#### Bosses parallèles (DM)
| Rang | Nom              | Points | Victoire(s) | Podium(s) |
| ---- | ---------------- | ------ | ----------- | --------- |
|      | Mikaël Kingsbury | 700    | 6           | 7         |
| 2    | Ikuma Horishima  | 372    | 1           | 4         |
| 3    | Rasmus Stegfeldt | 361    |             | 2         |
| 4    | Walter Wallberg  | 344    | 1           | 2         |
| 5    | Nick Page        | 308    |             | 2         |

| Rang | Nom                | Points | Victoire(s) | Podium(s) |
| ---- | ------------------ | ------ | ----------- | --------- |
|      | Jakara Anthony     | 760    | 7           | 8         |
| 2    | Jaelin Kauf        | 564    | 1           | 7         |
| 3    | Olivia Giaccio     | 455    |             | 5         |
| 4    | Hannah Soar        | 311    |             |           |
| 5    | Maia Schwinghammer | 304    |             | 1         |

### Calendrier et podiums

#### Hommes
Bosses simples
| N° | Date             | Lieu              | Vainqueur        | Deuxième            | Troisième        |
| -- | ---------------- | ----------------- | ---------------- | ------------------- | ---------------- |
| 1  | 2 décembre 2023  | Ruka              | Ikuma Horishima  | Walter Wallberg     | Mikaël Kingsbury |
| 2  | 8 décembre 2023  | Idre Fjäll        | Mikaël Kingsbury | Nick Page           | Filip Gravenfors |
| 3  | 15 décembre 2023 | Alpe d'Huez       | Mikaël Kingsbury | Elliot Vaillancourt | Ikuma Horishima  |
| 4  | 22 décembre 2023 | Bakouriani        | Ikuma Horishima  | Filip Gravenfors    | Mikaël Kingsbury |
| 5  | 19 janvier 2024  | Val Saint-Côme    | Walter Wallberg  | Elliot Vaillancourt | Filip Gravenfors |
| 6  | 26 janvier 2024  | Waterville Valley | Ikuma Horishima  | Cooper Woods        | Mikaël Kingsbury |
| 7  | 1er février 2024 | Deer Valley       | Mikaël Kingsbury | Ikuma Horishima     | Filip Gravenfors |
| 8  | 8 mars 2024      | Almaty            | Mikaël Kingsbury | Ikuma Horishima     | Matt Graham      |

Bosses parallèles
| N° | Date             | Lieu                 | Vainqueur        | Deuxième         | Troisième        |
| -- | ---------------- | -------------------- | ---------------- | ---------------- | ---------------- |
| 1  | 9 décembre 2023  | Idre Fjäll           | Mikaël Kingsbury | Rasmus Stegfeldt | Ikuma Horishima  |
| 2  | 16 décembre 2023 | Alpe d'Huez          | Walter Wallberg  | Rasmus Stegfeldt | Mikaël Kingsbury |
| 3  | 23 décembre 2023 | Bakouriani           | Mikaël Kingsbury | Ikuma Horishima  | Nick Page (en)   |
| 4  | 20 janvier 2024  | Val Saint-Côme       | Mikaël Kingsbury | Filip Gravenfors | Matt Graham      |
| 5  | 27 janvier 2024  | Waterville Valley    | Mikaël Kingsbury | Ikuma Horishima  | Walter Wallberg  |
| 6  | 3 février 2024   | Deer Valley          | Ikuma Horishima  | Benjamin Cavet   | Dylan Marcellini |
| 7  | 9 mars 2024      | Almaty               | Mikaël Kingsbury | Pavel Kolmakov   | Landon Wendler   |
| 8  | 16 mars 2024     | Chiesa in Valmalenco | Mikaël Kingsbury | Takuya Shimakawa | Nick Page        |

#### Femmes
Bosses simples
| N° | Date             | Lieu              | Vainqueur      | Deuxième         | Troisième       |
| -- | ---------------- | ----------------- | -------------- | ---------------- | --------------- |
| 1  | 2 décembre 2023  | Ruka              | Jakara Anthony | Elizabeth Lemley | Olivia Giaccio  |
| 2  | 8 décembre 2023  | Idre Fjäll        | Jakara Anthony | Rino Yanagimoto  | Olivia Giaccio  |
| 3  | 15 décembre 2023 | Alpe d'Huez       | Jakara Anthony | Jaelin Kauf      | Olivia Giaccio  |
| 4  | 22 décembre 2023 | Bakouriani        | Jakara Anthony | Rino Yanagimoto  | Hannah Soar     |
| 5  | 19 janvier 2024  | Val Saint-Côme    | Jakara Anthony | Jaelin Kauf      | Hinako Tomitaka |
| 6  | 26 janvier 2024  | Waterville Valley | Jakara Anthony | Jaelin Kauf      | Hannah Soar     |
| 7  | 1er février 2024 | Deer Valley       | Olivia Giaccio | Jaelin Kauf      | Hinako Tomitaka |
| 8  | 8 mars 2024      | Almaty            | Jakara Anthony | Alli Macuga      | Hannah Soar     |

Bosses parallèles
| N° | Date             | Lieu                 | Vainqueur      | Deuxième           | Troisième        |
| -- | ---------------- | -------------------- | -------------- | ------------------ | ---------------- |
| 1  | 9 décembre 2023  | Idre Fjäll           | Jaelin Kauf    | Rino Yanagimoto    | Jakara Anthony   |
| 2  | 16 décembre 2023 | Alpe d'Huez          | Jakara Anthony | Olivia Giaccio     | Alli Macuga      |
| 3  | 23 décembre 2023 | Bakouriani           | Jakara Anthony | Maïa Schwinghammer | Jaelin Kauf      |
| 4  | 20 janvier 2024  | Val Saint-Côme       | Jakara Anthony | Jaelin Kauf        | Olivia Giaccio   |
| 5  | 27 janvier 2024  | Waterville Valley    | Jakara Anthony | Jaelin Kauf        | Olivia Giaccio   |
| 6  | 3 février 2024   | Deer Valley          | Jakara Anthony | Jaelin Kauf        | Olivia Giaccio   |
| 7  | 9 mars 2024      | Almaty               | Jakara Anthony | Jaelin Kauf        | Olivia Giaccio   |
| 8  | 16 mars 2024     | Chiesa in Valmalenco | Jakara Anthony | Jaelin Kauf        | Elizabeth Lemley |

## Saut

### Programme
- 5 épreuves individuelles de saut acrobatique + 3 épreuves par mixte dans 5 stations.

### Classements
| Rang | Nom                | Points | Victoire(s) | Podium(s) |
| ---- | ------------------ | ------ | ----------- | --------- |
|      | Qi Guangpu         | 440    | 3           | 4         |
| 2    | Pirmin Werner      | 300    | 1           | 2         |
| 3    | Christopher Lillis | 298    |             | 2         |
| 4    | Wang Xindi         | 285    |             | 2         |
| 5    | Zhang Yifan        | 276    | 1           | 1         |

| Rang | Nom             | Points | Victoire(s) | Podium(s) |
| ---- | --------------- | ------ | ----------- | --------- |
|      | Danielle Scott  | 420    |             | 5         |
| 2    | Winter Vinecky  | 378    | 3           | 3         |
| 3    | Marion Thénault | 311    | 2           | 3         |
| 4    | Chen Meiting    | 278    |             | 1         |
| 5    | Kaila Kuhn      | 227    |             |           |

| Rang | Nation     | Points |
| ---- | ---------- | ------ |
|      | États-Unis | 2229   |
| 2    | Chine      | 2125   |
| 3    | Canada     | 1328   |
| 4    | Australie  | 732    |
| 5    | Ukraine    | 629    |

### Calendrier et podiums

#### Hommes
| N° | Date             | Lieu           | Vainqueur          | Deuxième           | Troisième          |
| -- | ---------------- | -------------- | ------------------ | ------------------ | ------------------ |
| 1  | 3 décembre 2023  | Ruka           | Qi Guangpu         | Pirmin Werner      | Dmytro Kotovskyi   |
| 2  | 16 décembre 2023 | Changchun      | Pirmin Werner      | Christopher Lillis | Li Tianma          |
| 3  | 2 février 2024   | Deer Valley    | Alexandre Duchaine | Connor Curran      | Qi Guangpu         |
| 4  | 10 février 2024  | Lac-Beauport , | Qi Guangpu         | Wang Xindi         | Émile Nadeau       |
| 5  | 11 février 2024  | Lac-Beauport , | Zhang Yifan        | Wang Xindi         | Noé Roth           |
| 6  | 10 mars 2024     | Almaty         | Qi Guangpu         | Wang Guochen       | Christopher Lillis |

#### Femmes
| N° | Date             | Lieu           | Vainqueur       | Deuxième       | Troisième              |
| -- | ---------------- | -------------- | --------------- | -------------- | ---------------------- |
| 1  | 3 décembre 2023  | Ruka           | Marion Thénault | Danielle Scott | Zhanbota Aldabergenova |
| 2  | 16 décembre 2023 | Changchun      | Winter Vinecki  | Kong Fanyu     | Laura Peel             |
| 3  | 2 février 2024   | Deer Valley    | Winter Vinecki  | Danielle Scott | Abbey Willcox          |
| 4  | 10 février 2024  | Lac-Beauport , | Karenna Elliott | Danielle Scott | Marion Thénault        |
| 5  | 11 février 2024  | Lac-Beauport , | Winter Vinecki  | Chen Meiting   | Danielle Scott         |
| 6  | 10 mars 2024     | Almaty         | Marion Thénault | Danielle Scott | Kong Fanyu             |

#### Mixte
| N° | Date             | Lieu      | Vainqueur                                                            | Deuxième                                         | Troisième                                       |
| -- | ---------------- | --------- | -------------------------------------------------------------------- | ------------------------------------------------ | ----------------------------------------------- |
| 1  | 17 décembre 2023 | Changchun | États-Unis I - Winter Vinecki - Christopher Lillis - Quinn Dehlinger | Chine II - Chen Meiting - Wang Xindi - Li Tianma | Chine I - Kong Fanyu - Zhang Yifan - Qi Guangpu |

## Skicross

### Programme
- 19 épreuves individuelles de skicross dans 11 stations.

### Classements
| Rang | Nom               | Points | Victoire(s) | Podium(s) |
| ---- | ----------------- | ------ | ----------- | --------- |
|      | David Mobärg      | 780    | 4           | 6         |
| 2    | Reece Howden      | 721    | 2           | 5         |
| 3    | Alex Fiva         | 698    |             | 5         |
| 3    | Florian Wilmsmann | 642    |             | 5         |
| 5    | Erik Mobärg       | 612    | 2           | 4         |

| Rang | Nom                      | Points | Victoire(s) | Podium(s) |
| ---- | ------------------------ | ------ | ----------- | --------- |
|      | Marielle Thompson        | 1077   | 6           | 8         |
| 2    | Marielle Berger Sabbatel | 990    |             | 10        |
| 3    | Brittany Phelan          | 934    | 2           | 7         |
| 4    | Hannah Schmidt           | 663    | 3           | 5         |
| 5    | Talina Gantenbein        | 635    |             | 3         |

| Rang | Nation    | Points |
| ---- | --------- | ------ |
|      | Canada    | 5540   |
| 2    | Suisse    | 4855   |
| 3    | France    | 3424   |
| 4    | Autriche  | 2451   |
| 5    | Allemagne | 2323   |

### Calendrier et podiums

#### Hommes
| N° | Date             | Lieu           | Vainqueur                 | Deuxième              | Troisième                 |
| -- | ---------------- | -------------- | ------------------------- | --------------------- | ------------------------- |
| 1  | 7 décembre 2023  | Val Thorens    | Tristan Takats            | Tyler Wallasch        | Romain Detraz             |
| 2  | 8 décembre 2023  | Val Thorens    | Jared Schmidt             | David Mobärg          | Johannes Rohrweck         |
| 3  | 12 décembre 2023 | Arosa          | Jared Schmidt             | Reece Howden          | Erik Mobärg               |
| 4  | 21 décembre 2023 | Innichen       | Jared Schmidt             | Nicolas Raffort       | Youri Duplessis Kergomard |
| 5  | 22 décembre 2023 | Innichen       | Terence Tchiknavorian     | Tim Hronek            | Florian Wilmsmann         |
| 6  | 20 janvier 2024  | Nakiska        | Reece Howden              | Terence Tchiknavorian | Alex Fiva                 |
| 7  | 21 janvier 2024  | Nakiska        | Jonas Lenherr             | Florian Wilmsmann     | Youri Duplessis Kergomard |
| 8  | 28 janvier 2024  | Saint-Moritz   | Simone Deromedis          | Alex Fiva             | Youri Duplessis Kergomard |
| 9  | 2 février 2024   | Alleghe        | Erik Mobärg               | Alex Fiva             | Niklas Bachsleitner       |
| 10 | 3 février 2024   | Alleghe        | Reece Howden              | Florian Wilmsmann     | Johannes Aujesky          |
| 11 | 10 février 2024  | Bakouriani     | David Mobärg              | Florian Wilmsmann     | Alex Fiva                 |
| 12 | 11 février 2024  | Bakouriani     | Simone Deromedis          | David Mobärg          | Tobias Baur               |
| 13 | 24 février 2024  | Reiteralm      | Erik Mobärg               | Jonas Lenherr         | Melvin Tchiknavorian      |
| 14 | 25 février 2024  | Reiteralm      | Youri Duplessis Kergomard | Simone Deromedis      | Terence Tchiknavorian     |
| -  | 2 mars 2024      | Oberwiesenthal | Annulé                    | Annulé                | Annulé                    |
| -  | 3 mars 2024      | Oberwiesenthal | Annulé                    | Annulé                | Annulé                    |
| 15 | 16 mars 2024     | Veysonnaz      | David Mobärg              | Alex Fiva             | Florian Wilmsmann         |
| 16 | 22 mars 2024     | Idre Fjäll     | David Mobärg              | Simone Deromedis      | Reece Howden              |
| 17 | 23 mars 2024     | Idre Fjäll     | David Mobärg              | Reece Howden          | Erik Mobärg               |

#### Femmes
| N° | Date             | Lieu           | Vainqueur         | Deuxième                                                       | Troisième                        |
| -- | ---------------- | -------------- | ----------------- | -------------------------------------------------------------- | -------------------------------- |
| 1  | 7 décembre 2023  | Val Thorens    | Sandra Näslund    | Marielle Berger Sabbatel                                       | Fanny Smith                      |
| 2  | 8 décembre 2023  | Val Thorens    | Daniela Maier     | Brittany Phelan                                                | Marielle Berger Sabbatel         |
| 3  | 12 décembre 2023 | Arosa          | Hannah Schmidt    | Marielle Berger Sabbatel Marielle Thompson Christina Födermayr |                                  |
| 4  | 21 décembre 2023 | Innichen       | Sandra Näslund    | Fanny Smith                                                    | Hannah Schmidt                   |
| 5  | 22 décembre 2023 | Innichen       | Sixtine Cousin    | Marielle Berger Sabbatel                                       | Sandra Näslund                   |
| 6  | 20 janvier 2024  | Nakiska        | Hannah Schmidt    | Marielle Thompson                                              | Fanny Smith                      |
| 7  | 21 janvier 2024  | Nakiska        | Hannah Schmidt    | Marielle Berger Sabbatel                                       | Brittany Phelan                  |
| 8  | 28 janvier 2024  | Saint-Moritz   | Marielle Thompson | Fanny Smith                                                    | Hannah Schmidt                   |
| 9  | 2 février 2024   | Alleghe        | India Sherret     | Saskja Lack                                                    | Talina Gantenbein                |
| 10 | 3 mars 2024      | Alleghe        | Marielle Thompson | Brittany Phelan                                                | Marielle Berger Sabbatel         |
| 11 | 10 février 2024  | Bakouriani     | Marielle Thompson | Brittany Phelan                                                | Marielle Berger Sabbatel         |
| 12 | 11 février 2024  | Bakouriani     | Marielle Thompson | Marielle Berger Sabbatel                                       | Talina Gantenbein                |
| -  | 24 février 2024  | Reiteralm      | Annulé            | Annulé                                                         | Annulé                           |
| 13 | 25 février 2024  | Reiteralm      | Brittany Phelan   | Marielle Berger Sabbatel                                       | Talina Gantenbein Margaux Dumont |
| -  | 2 mars 2024      | Oberwiesenthal | Annulé            | Annulé                                                         | Annulé                           |
| -  | 3 mars 2024      | Oberwiesenthal | Annulé            | Annulé                                                         | Annulé                           |
| 14 | 16 mars 2024     | Veysonnaz      | Marielle Thompson | Brittany Phelan                                                | India Sherret                    |
| 15 | 22 mars 2024     | Idre Fjäll     | Brittany Phelan   | India Sherret                                                  | Saskja Lack                      |
| 16 | 23 mars 2024     | Idre Fjäll     | Marielle Thompson | Marielle Berger Sabbatel                                       | Brittany Phelan                  |

## Freeski Park&Pipe

### Programme
- 14 épreuves individuelles de freeski dans 11 stations dont :
  - 4 épreuves de big air
  - 4 épreuves de half-pipe
  - 6 épreuves de slopestyle

### Classements

#### Général
| Rang | Nom            | Points | Victoire(s) | Podium(s) |
| ---- | -------------- | ------ | ----------- | --------- |
|      | Alex Ferreira  | 500    | 5           | 5         |
| 2    | Alexander Hall | 460    | 3           | 4         |
| 3    | Mac Forehand   | 455    | 2           | 4         |
| 4    | Andri Ragettli | 380    | 1           | 3         |
| 5    | Birk Ruud      | 332    | 1           | 3         |

| Rang | Nom              | Points | Victoire(s) | Podium(s) |
| ---- | ---------------- | ------ | ----------- | --------- |
|      | Mathilde Gremaud | 600    | 6           | 9         |
| 2    | Eileen Gu        | 560    | 4           | 6         |
| 3    | Tess Ledeux      | 496    | 3           | 5         |
| 4    | Amy Fraser       | 335    | 1           | 3         |
| 5    | Flora Tabanelli  | 270    |             | 2         |

| Rang | Nation     | Points |
| ---- | ---------- | ------ |
|      | États-Unis | 5301   |
| 2    | Suisse     | 2591   |
| 3    | Canada     | 2244   |
| 4    | Chine      | 1295   |
| 5    | Norvège    | 1160   |

#### Big Air (BA)
| Rang | Nom            | Points | Victoire(s) | Podium(s) |
| ---- | -------------- | ------ | ----------- | --------- |
|      | Alexander Hall | 236    | 2           | 2         |
| 2    | Andri Ragettli | 196    |             | 2         |
| 3    | Miro Tabanelli | 162    |             | 1         |
| 4    | Ruud Birk      | 160    |             | 2         |
| 5    | Mac Forehand   | 136    | 1           | 1         |

| Rang | Nom              | Points | Victoire(s) | Podium(s) |
| ---- | ---------------- | ------ | ----------- | --------- |
|      | Mathilde Gremaud | 380    | 3           | 4         |
| 2    | Tess Ledeux      | 248    | 1           | 2         |
| 3    | Flora Tabanelli  | 189    |             | 2         |
| 4    | Sandra Eie       | 160    |             |           |
| 5    | Kirsty Muir      | 140    |             | 2         |

#### Half-pipe (HP)
| Rang | Nom           | Points | Victoire(s) | Podium(s) |
| ---- | ------------- | ------ | ----------- | --------- |
|      | Alex Ferreira | 500    | 5           | 5         |
| 2    | Hunter Hess   | 265    |             | 3         |
| 3    | Jon Sallinen  | 230    |             | 2         |
| 4    | Seung Hun Lee | 177    |             | 1         |
| 5    | Nick Goepper  | 155    |             | 1         |

| Rang | Nom          | Points | Victoire(s) | Podium(s) |
| ---- | ------------ | ------ | ----------- | --------- |
|      | Eileen Gu    | 400    | 4           | 5         |
| 2    | Amy Fraser   | 290    | 1           | 3         |
| 3    | Zoe Atkin    | 260    |             | 4         |
| 4    | Riley Jacobs | 185    |             |           |
| 5    | Svea Irving  | 182    |             | 1         |

#### Slopestyle (SS)
| Rang | Nom            | Points | Victoire(s) | Podium(s) |
| ---- | -------------- | ------ | ----------- | --------- |
|      | Mac Forehand   | 310    | 1           | 3         |
| 2    | Alexander Hall | 260    | 1           | 2         |
| 3    | Andri Ragettli | 255    | 1           | 2         |
| 4    | Birk Ruud      | 194    | 1           | 1         |
| 5    | Konnor Ralph   | 154    |             | 1         |

| Rang | Nom              | Points | Victoire(s) | Podium(s) |
| ---- | ---------------- | ------ | ----------- | --------- |
|      | Mathilde Gremaud | 380    | 3           | 5         |
| 2    | Tess Ledeux      | 316    | 2           | 3         |
| 3    | Jay Riccomini    | 209    |             | 3         |
| 4    | Ruby Andrews     | 186    |             | 1         |
| 5    | Sarah Höfflin    | 165    |             |           |

### Calendrier et podiums

#### Hommes
Big Air
| N° | Date             | Lieu            | Vainqueur       | Deuxième           | Troisième      |
| -- | ---------------- | --------------- | --------------- | ------------------ | -------------- |
| 1  | 19 octobre 2023  | Coire           | Dylan Deschamps | Daniel Bacher      | Birk Ruud      |
| 2  | 2 décembre 2023  | Pékin           | Alexander Hall  | Édouard Therriault | Andri Ragettli |
| 3  | 16 décembre 2023 | Copper Mountain | Mac Forehand    | Miro Tabanelli     | Birk Ruud      |
| 4  | 15 mars 2024     | Tignes          | Alexander Hall  | Leo Landroe        | Andri Ragettli |

Halfpipe
| N° | Date             | Lieu             | Vainqueur     | Deuxième       | Troisième      |
| -- | ---------------- | ---------------- | ------------- | -------------- | -------------- |
| 1  | 9 décembre 2023  | Secret Garden    | Alex Ferreira | Luke Harrold   | Hunter Hess    |
| 2  | 15 décembre 2023 | Copper Mountain  | Alex Ferreira | Hunter Hess    | Birk Irving    |
| 3  | 2 février 2024   | Mammoth Mountain | Alex Ferreira | Hunter Hess    | Nick Goepper   |
| 4  | 15 février 2024  | Calgary ,        | Alex Ferreira | Brendan MacKay | Jon Sallinen   |
| 5  | 17 février 2024  | Calgary ,        | Alex Ferreira | Jon Sallinen   | Lee Seung-hoon |

Slopestyle
| N° | Date             | Lieu             | Vainqueur                                                 | Deuxième                                                  | Troisième                                                 |
| -- | ---------------- | ---------------- | --------------------------------------------------------- | --------------------------------------------------------- | --------------------------------------------------------- |
| 1  | 24 novembre 2023 | Stubaital        | Evan McEachran                                            | Mac Forehand                                              | Alexander Hall                                            |
| -  | 13 janvier 2024  | Font Romeu       | Annulé à cause de problèmes d'organisation et financement | Annulé à cause de problèmes d'organisation et financement | Annulé à cause de problèmes d'organisation et financement |
| 2  | 21 janvier 2024  | Laax             | Birk Ruud                                                 | Mac Forehand                                              | Max Moffatt                                               |
| 3  | 3 février 2024   | Mammoth Mountain | Alexander Hall                                            | Colby Stevenson                                           | Andri Ragettli                                            |
| 4  | 16 mars 2024     | Tignes           | Mac Forehand                                              | Tormod Frostad                                            | Konnor Ralph                                              |
| 5  | 24 mars 2024     | Silvaplana       | Andri Ragettli                                            | Lukas Müllauer                                            | Luca Harrington                                           |

#### Femmes
Big Air
| N° | Date             | Lieu            | Vainqueur        | Deuxième         | Troisième       |
| -- | ---------------- | --------------- | ---------------- | ---------------- | --------------- |
| 1  | 19 octobre 2023  | Coire           | Mathilde Gremaud | Tess Ledeux      | Sarah Höfflin   |
| 2  | 2 décembre 2023  | Pékin           | Mathilde Gremaud | Kirsty Muir      | Flora Tabanelli |
| 3  | 16 décembre 2023 | Copper Mountain | Tess Ledeux      | Mathilde Gremaud | Kirsty Muir     |
| 4  | 15 mars 2024     | Tignes          | Mathilde Gremaud | Liu Mengting     | Flora Tabanelli |

Half-Pipe
| N° | Date             | Lieu             | Vainqueur  | Deuxième        | Troisième   |
| -- | ---------------- | ---------------- | ---------- | --------------- | ----------- |
| 1  | 8 décembre 2023  | Secret Garden    | Eileen Gu  | Hanna Faulhaber | Amy Fraser  |
| 2  | 15 décembre 2023 | Copper Mountain  | Eileen Gu  | Hanna Faulhaber | Zoé Atkin   |
| 3  | 2 février 2024   | Mammoth Mountain | Amy Fraser | Eileen Gu       | Zoé Atkin   |
| 4  | 15 février 2024  | Calgary ,        | Eileen Gu  | Amy Fraser      | Zoé Atkin   |
| 5  | 17 février 2024  | Calgary ,        | Eileen Gu  | Zoé Atkin       | Svea Irving |

Slopestyle
| N° | Date             | Lieu             | Vainqueur                                                 | Deuxième                                                  | Troisième                                                 |
| -- | ---------------- | ---------------- | --------------------------------------------------------- | --------------------------------------------------------- | --------------------------------------------------------- |
| 1  | 24 novembre 2023 | Stubaital        | Mathilde Gremaud                                          | Tess Ledeux                                               | Ruby Star Andrews                                         |
| -  | 13 janvier 2024  | Font Romeu       | Annulé à cause de problèmes d'organisation et financement | Annulé à cause de problèmes d'organisation et financement | Annulé à cause de problèmes d'organisation et financement |
| 2  | 21 janvier 2024  | Laax             | Mathilde Gremaud                                          | Eileen Gu                                                 | Jay Riccomini                                             |
| 3  | 3 février 2024   | Mammoth Mountain | Mathilde Gremaud                                          | Eleanor Andrews                                           | Jay Riccomini                                             |
| 4  | 16 mars 2024     | Tignes           | Tess Ledeux                                               | Mathilde Gremaud                                          | Olivia Asselin                                            |
| 5  | 24 mars 2024     | Silvaplana       | Tess Ledeux                                               | Mathilde Gremaud                                          | Jay Riccomini                                             |

### Résultats officiels
1. ↑  (en) « Ruka (FIN) : Men's Mogul », sur fis-ski.com, 2 décembre 2023 (consulté le 2 décembre 2023).
2. ↑  (en) « Idre Fjäll (SWE) : Men's Mogul », sur fis-ski.com, 8 décembre 2023 (consulté le 8 décembre 2023).
3. ↑  (en) « Alpe d'Huez (FRA) : Men's Mogul », sur fis-ski.com, 15 décembre 2023 (consulté le 16 décembre 2023).
4. ↑  (en) « Bakouriani (GEO) : Men's Mogul », sur fis-ski.com, 22 décembre 2023 (consulté le 22 décembre 2023).
5. ↑  (en) « Val Saint-Côme (CAN) : Men's Mogul », sur fis-ski.com, 19 janvier 2024 (consulté le 21 janvier 2024).
6. ↑  (en) « Waterville (USA) : Men's Mogul », sur fis-ski.com, 26 janvier 2024 (consulté le 29 janvier 2024).
7. ↑  (en) « Deer Valley (USA) : Men's Mogul », sur fis-ski.com, 1er février 2024 (consulté le 4 février 2024).
8. ↑  (en) « Almaty (KAZ) : Men's Mogul », sur fis-ski.com, 8 mars 2024 (consulté le 9 mars 2024).
9. ↑  (en) « Idre Fjäll (SWE) : Men's Dual Mogul », sur fis-ski.com, 9 décembre 2023 (consulté le 11 décembre 2023).
10. ↑  (en) « Alpe d'Huez (FRA) : Men's Dual Mogul », sur fis-ski.com, 16 décembre 2023 (consulté le 17 décembre 2023).
11. ↑  (en) « Bakuriani (GEO) : Men's Dual Mogul », sur fis-ski.com, 23 décembre 2023 (consulté le 23 décembre 2023).
12. ↑  (en) « Val Saint-Côme (CAN) : Men's Dual Mogul », sur fis-ski.com, 20 janvier 2024 (consulté le 21 janvier 2024).
13. ↑  (en) « Waterville (USA) : Men's Dual Mogul », sur fis-ski.com, 27 janvier 2024 (consulté le 29 janvier 2024).
14. ↑  (en) « Deer Valley (USA) : Men's Dual Mogul », sur fis-ski.com, 3 février 2024 (consulté le 4 février 2024).
15. ↑  (en) « Almaty (KAZ) : Men's Dual Mogul », sur fis-ski.com, 9 mars 2024 (consulté le 9 mars 2024).
16. ↑  (en) « Chiesa in Valmalenco (ITA) : Men's Dual Mogul », sur fis-ski.com, 16 mars 2024 (consulté le 23 mars 2024).
17. ↑  (en) « Ruka (FIN) : Women's Mogul », sur fis-ski.com, 2 décembre 2023 (consulté le 2 décembre 2023).
18. ↑  (en) « Idre Fjäll (SWE) : Women's Mogul », sur fis-ski.com, 8 décembre 2023 (consulté le 8 décembre 2023).
19. ↑  (en) « Alpe d'Huez (FRA) : Women's Mogul », sur fis-ski.com, 15 décembre 2023 (consulté le 16 décembre 2023).
20. ↑  (en) « Bakouriani (GEO) : Women's Mogul », sur fis-ski.com, 22 décembre 2023 (consulté le 22 décembre 2023).
21. ↑  (en) « Val Saint-Côme (CAN) : Women's Mogul », sur fis-ski.com, 19 janvier 2024 (consulté le 21 janvier 2024).
22. ↑  (en) « Waterville (USA) : Women's Mogul », sur fis-ski.com, 26 janvier 2024 (consulté le 29 janvier 2024).
23. ↑  (en) « Deer Valley (USA) : Women's Mogul », sur fis-ski.com, 1er février 2024 (consulté le 4 février 2024).
24. ↑  (en) « Almaty (KAZ) : Women's Mogul », sur fis-ski.com, 8 mars 2024 (consulté le 9 mars 2024).
25. ↑  (en) « Idre Fjäll (SWE) : Women's Dual Mogul », sur fis-ski.com, 9 décembre 2023 (consulté le 11 décembre 2023).
26. ↑  (en) « Alpe d'Huez (FRA) : Women's Dual Mogul », sur fis-ski.com, 16 décembre 2023 (consulté le 17 décembre 2023).
27. ↑  (en) « Bakuriani (GEO) : Women's Dual Mogul », sur fis-ski.com, 23 décembre 2023 (consulté le 23 décembre 2023).
28. ↑  (en) « [https://www.fis-ski.com/DB/general/results.html?sectorcode=FS&raceid=16083 Val Saint-Côme (CAN) : Women's 
 Dual Mogul] », sur fis-ski.com, 20 janvier 2024 (consulté le 21 janvier 2024).
29. ↑  (en) « Waterville (USA) : Women's Dual Mogul », sur fis-ski.com, 27 janvier 2024 (consulté le 29 janvier 2024).
30. ↑  (en) « Deer Valley (USA) : Women's Dual Mogul », sur fis-ski.com, 1er février 2024 (consulté le 4 février 2024).
31. ↑  (en) « Almaty (KAZ) : Women's Dual Mogul », sur fis-ski.com, 9 mars 2024 (consulté le 9 mars 2024).
32. ↑  (en) « Chiesa in Valmalenco (ITA) : Women's Dual Mogul », sur fis-ski.com, 16 mars 2024 (consulté le 23 mars 2024).
33. ↑  (en) « Ruka (FIN) : Men's Aerials », sur fis-ski.com, 3 décembre 2023 (consulté le 3 décembre 2023).
34. ↑  (en) « Changchun (CHN) : Men's Aerials », sur fis-ski.com, 16 décembre 2023 (consulté le 16 décembre 2023).
35. ↑  (en) « Deer Valley (USA) : Men's Aerials », sur fis-ski.com, 2 février 2024 (consulté le 4 février 2024).
36. ↑  (en) « Lac-Beauport (CAN) : Men's Aerials », sur fis-ski.com, 10 février 2024 (consulté le 11 février 2024).
37. ↑  (en) « Lac-Beauport (CAN) : Men's Aerials », sur fis-ski.com, 11 février 2024 (consulté le 11 février 2024).
38. ↑  (en) « Almaty (KAZ) : Men's Aerials », sur fis-ski.com, 10 mars 2024 (consulté le 10 mars 2024).
39. ↑  (en) « Ruka (FIN) : Women's Aerials », sur fis-ski.com, 3 décembre 2023 (consulté le 3 décembre 2023).
40. ↑  (en) « Changchun (CHN) : Women's Aerials », sur fis-ski.com, 16 décembre 2023 (consulté le 16 décembre 2023).
41. ↑  (en) « Deer Valley (USA) : Women's Aerials », sur fis-ski.com, 2 février 2024 (consulté le 4 février 2024).
42. ↑  (en) « Lac-Beauport (CAN) : Women's Aerials », sur fis-ski.com, 10 février 2024 (consulté le 11 février 2024).
43. ↑  (en) « Lac-Beauport (CAN) : Women's Aerials », sur fis-ski.com, 11 février 2024 (consulté le 11 février 2024).
44. ↑  (en) « Almaty (KAZ) : Men's Aerials », sur fis-ski.com, 10 mars 2024 (consulté le 10 mars 2024).
45. ↑  (en) « Changchun (CHN) : Mixed Aerials Team », sur fis-ski.com, 17 décembre 2023 (consulté le 29 janvier 2024).
46. ↑  (en) « Val Thorens (FRA) : Men's Ski Cross », sur fis-ski.com, 7 décembre 2023 (consulté le 8 décembre 2023).
47. ↑  (en) « Val Thorens (FRA) : Men's Ski Cross », sur fis-ski.com, 8 décembre 2023 (consulté le 8 décembre 2023).
48. ↑  (en) « Arosa (SUI) : Men's Ski Cross », sur fis-ski.com, 12 décembre 2023 (consulté le 14 décembre 2023).
49. ↑  (en) « Innichen (ITA) : Men's Ski Cross », sur fis-ski.com, 21 décembre 2023 (consulté le 21 décembre 2023).
50. ↑  (en) « Innichen (ITA) : Men's Ski Cross », sur fis-ski.com, 22 décembre 2023 (consulté le 22 décembre 2023).
51. ↑  (en) « Nakiska (CAN) : Men's Ski Cross », sur fis-ski.com, 20 janvier 2024 (consulté le 21 janvier 2024).
52. ↑  (en) « Nakiska (CAN) : Men's Ski Cross », sur fis-ski.com, 20 janvier 2024 (consulté le 21 janvier 2024).
53. ↑  (en) « Saint-Moritz (SUI) : Men's Ski Cross », sur fis-ski.com, 28 janvier 2024 (consulté le 29 janvier 2024).
54. ↑  (en) « Alleghe (ITA) : Men's Ski Cross », sur fis-ski.com, 2 février 2024 (consulté le 5 février 2024).
55. ↑  (en) « Alleghe (ITA) : Men's Ski Cross », sur fis-ski.com, 3 février 2024 (consulté le 5 février 2024).
56. ↑  (en) « Bakouriani (GEO) : Men's Ski Cross », sur fis-ski.com, 10 février 2024 (consulté le 11 février 2024).
57. ↑  (en) « Bakouriani (GEO) : Men's Ski Cross », sur fis-ski.com, 11 février 2024 (consulté le 11 février 2024).
58. ↑  (en) « Reiteralm (AUT) : Men's Ski Cross », sur fis-ski.com, 24 février 2024 (consulté le 25 février 2024).
59. ↑  (en) « Reiteralm (AUT) : Men's Ski Cross », sur fis-ski.com, 25 février 2024 (consulté le 25 février 2024).
60. 1 2  « Programmanpassung im Skicross: Oberwiesenthal muss passen », sur srf.ch, 12 février 2024 (consulté le 5 mars 2024).
61. ↑  (en) « Veysonnaz (SUI) : Men's Ski Cross », sur fis-ski.com, 16 mars 2024 (consulté le 24 mars 2024).
62. ↑  (en) « Idre Fjäll (SWE) : Men's Ski Cross », sur fis-ski.com, 22 mars 2024 (consulté le 24 mars 2024).
63. ↑  (en) « Idre Fjäll (SWE) : Men's Ski Cross », sur fis-ski.com, 23 mars 2024 (consulté le 24 mars 2024).
64. ↑  (en) « Val Thorens (FRA) : Women's Ski Cross », sur fis-ski.com, 7 décembre 2023 (consulté le 8 décembre 2023).
65. ↑  (en) « Val Thorens (FRA) : Women's Ski Cross », sur fis-ski.com, 8 décembre 2023 (consulté le 8 décembre 2023).
66. ↑  (en) « Arosa (SUI) : Women's Ski Cross », sur fis-ski.com, 12 décembre 2023 (consulté le 14 décembre 2023).
67. ↑  (en) « Innichen (ITA) : Women's Ski Cross », sur fis-ski.com, 21 décembre 2023 (consulté le 21 décembre 2023).
68. ↑  (en) « Innichen (ITA) : Women's Ski Cross », sur fis-ski.com, 22 décembre 2023 (consulté le 22 décembre 2023).
69. ↑  (en) « Nakiska (CAN) : Women's Ski Cross », sur fis-ski.com, 20 janvier 2024 (consulté le 21 janvier 2024).
70. ↑  (en) « Nakiska (CAN) : Women's Ski Cross », sur fis-ski.com, 21 janvier 2024 (consulté le 21 janvier 2024).
71. ↑  (en) « Saint-Moritz (SUI) : Women's Ski Cross », sur fis-ski.com, 28 janvier 2024 (consulté le 29 janvier 2024).
72. ↑  (en) « Alleghe (ITA) : Women's Ski Cross », sur fis-ski.com, 2 février 2024 (consulté le 5 février 2024).
73. ↑  (en) « Alleghe (ITA) : Women's Ski Cross », sur fis-ski.com, 3 février 2024 (consulté le 5 février 2024).
74. ↑  (en) « Bakouriani (GEO) : Women's Ski Cross », sur fis-ski.com, 10 février 2024 (consulté le 11 février 2024).
75. ↑  (en) « Bakouriani (GEO) : Women's Ski Cross », sur fis-ski.com, 11 février 2024 (consulté le 11 février 2024).
76. ↑  (en) « Reiteralm (AUT) : Women's Ski Cross », sur fis-ski.com, 25 février 2024 (consulté le 25 février 2024).
77. ↑  (en) « Veysonnaz (SUI) : Women's Ski Cross », sur fis-ski.com, 16 mars 2024 (consulté le 24 mars 2024).
78. ↑  (en) « Idre Fjäll (SWE) : Women's Ski Cross », sur fis-ski.com, 22 mars 2024 (consulté le 24 mars 2024).
79. ↑  (en) « Idre Fjäll (SWE) : Women's Ski Cross », sur fis-ski.com, 23 mars 2024 (consulté le 24 mars 2024).
80. ↑  (en) « Chur (SUI) : Men's Freeski Big Air », sur fis-ski.com, 19 octobre 2023 (consulté le 28 octobre 2023).
81. ↑  (en) « Beijing (CHN) : Men's Freeski Big Air », sur fis-ski.com, 2 décembre 2023 (consulté le 2 décembre 2023).
82. ↑  (en) « Copper Mountain (USA) : Men's Freeski Big Air », sur fis-ski.com, 16 décembre 2023 (consulté le 17 décembre 2023).
83. ↑  (en) « Tignes (FRA) : Men's Freeski Big Air », sur fis-ski.com, 15 mars 2024 (consulté le 23 mars 2024).
84. ↑  (en) « Secret Garden (CHN) : Men's Freeski Halfpipe », sur fis-ski.com, 9 décembre 2023 (consulté le 11 décembre 2023).
85. ↑  (en) « Copper Mountain (USA) : Men's Freeski Halfpipe », sur fis-ski.com, 15 décembre 2023 (consulté le 16 décembre 2023).
86. ↑  (en) « Mammoth Mountain (USA) : Men's Freeski Halfpipe », sur fis-ski.com, 2 février 2024 (consulté le 5 février 2024).
87. ↑  (en) « Calgary (CAN) : Men's Freeski Halfpipe », sur fis-ski.com, 15 février 2024 (consulté le 18 février 2024).
88. ↑  (en) « Calgary (CAN) : Men's Freeski Halfpipe », sur fis-ski.com, 17 février 2024 (consulté le 18 février 2024).
89. ↑  (en) « Stubai (AUT) : Men's Freeski Slopestyle », sur fis-ski.com, 24 novembre 2023 (consulté le 25 novembre 2023).
90. ↑  (en) « Laax (SUI) : Men's Freeski Slopestyle », sur fis-ski.com, 21 janvier 2024 (consulté le 21 janvier 2024).
91. ↑  (en) « Mammoth Mountain (USA) : Men's Freeski Slopestyle », sur fis-ski.com, 3 février 2024 (consulté le 5 février 2024).
92. ↑  (en) « Tignes (FRA) : Men's Freeski Slopestyle », sur fis-ski.com, 16 mars 2024 (consulté le 23 mars 2024).
93. ↑  (en) « Silvaplana (SUI) : Men's Freeski Slopestyle », sur fis-ski.com, 24 mars 2024 (consulté le 24 mars 2024).
94. ↑  (en) « Chur (SUI) : Women's Freeski Big Air », sur fis-ski.com, 19 octobre 2023 (consulté le 28 octobre 2023).
95. ↑  (en) « Beijing (CHN) : Women's Freeski Big Air », sur fis-ski.com, 2 décembre 2023 (consulté le 2 décembre 2023).
96. ↑  (en) « Copper Mountain (USA) : Women's Freeski Big Air », sur fis-ski.com, 2 décembre 2023 (consulté le 2 décembre 2023).
97. ↑  (en) « Tignes (FRA) : Women's Freeski Big Air », sur fis-ski.com, 15 mars 2024 (consulté le 23 mars 2024).
98. ↑  (en) « Secret Garden (CHN) : Women's Freeski Halfpipe », sur fis-ski.com, 9 décembre 2023 (consulté le 11 décembre 2023).
99. ↑  (en) « Copper Mountain (USA) : Women's Freeski Halfpipe », sur fis-ski.com, 15 décembre 2023 (consulté le 16 décembre 2023).
100. ↑  (en) « Mammoth Mountain (USA) : Men's Freeski Halfpipe », sur fis-ski.com, 2 février 2024 (consulté le 5 février 2024).
101. ↑  (en) « Calgary (CAN) : Women's Freeski Halfpipe », sur fis-ski.com, 15 février 2024 (consulté le 18 février 2024).
102. ↑  (en) « Calgary (CAN) : Women's Freeski Halfpipe », sur fis-ski.com, 17 février 2024 (consulté le 18 février 2024).
103. ↑  (en) « Stubai (AUT) : Women's Freeski Slopestyle », sur fis-ski.com, 24 novembre 2023 (consulté le 25 novembre 2023).
104. ↑  (en) « Laax (SUI) : Women's Freeski Slopestyle », sur fis-ski.com, 21 janvier 2024 (consulté le 21 janvier 2024).
105. ↑  (en) « Mammoth Mountain (USA) : Women's Freeski Slopestyle », sur fis-ski.com, 3 février 2024 (consulté le 5 février 2024).
106. ↑  (en) « Tignes (FRA) : Women's Freeski Slopestyle », sur fis-ski.com, 16 mars 2024 (consulté le 23 mars 2024).
107. ↑  (en) « Silvaplana (SUI) : Women's Freeski Slopestyle », sur fis-ski.com, 24 mars 2024 (consulté le 24 mars 2024).

### Classements
1. ↑  (en) « Classement hommes : Overall Moguls », sur fis-ski.com, 2 décembre 2023 (consulté le 19 décembre 2023).
2. ↑  (en) « Classement femmes : Overall Moguls », sur fis-ski.com, 2 décembre 2023 (consulté le 19 décembre 2023).
3. ↑  (en) « Classement par nations : Overall Moguls », sur fis-ski.com, 2 décembre 2023 (consulté le 19 décembre 2023).
4. ↑  (en) « Classement hommes : Moguls », sur fis-ski.com, 2 décembre 2023 (consulté le 19 décembre 2023).
5. ↑  (en) « Classement femmes : Moguls », sur fis-ski.com, 2 décembre 2023 (consulté le 19 décembre 2023).
6. ↑  (en) « Classement hommes : Dual Moguls », sur fis-ski.com, 9 décembre 2023 (consulté le 19 décembre 2023).
7. ↑  (en) « Classement femmes : Dual Moguls », sur fis-ski.com, 9 décembre 2023 (consulté le 19 décembre 2023).
8. ↑  (en) « Classement hommes : Aerials », sur fis-ski.com, 3 décembre 2023 (consulté le 20 décembre 2023).
9. ↑  (en) « Classement femmes : Aerials », sur fis-ski.com, 3 décembre 2023 (consulté le 20 décembre 2023).
10. ↑  (en) « Classement par nations : Aerials », sur fis-ski.com, 3 décembre 2023 (consulté le 5 décembre 2023).
11. ↑  (en) « Classement hommes : Ski Cross », sur fis-ski.com, 7 décembre 2023 (consulté le 14 décembre 2023).
12. ↑  (en) « Classement femmes : Ski Cross », sur fis-ski.com, 7 décembre 2023 (consulté le 14 décembre 2023).
13. ↑  (en) « Classement par nations : Ski Cross », sur fis-ski.com, 7 décembre 2023 (consulté le 14 décembre 2023).
14. ↑  (en) « Classement hommes : Overall Park&Pipe », sur fis-ski.com, 23 novembre 2023 (consulté le 20 décembre 2023).
15. ↑  (en) « Classement femmes : Overall Park&Pipe », sur fis-ski.com, 23 novembre 2023 (consulté le 20 décembre 2023).
16. ↑  (en) « Classement par nations : Freeski Park&Pipe », sur fis-ski.com, 23 novembre 2023 (consulté le 20 décembre 2023).
17. ↑  (en) « Classement hommes : Big Air », sur fis-ski.com, 19 octobre 2023 (consulté le 20 décembre 2023).
18. ↑  (en) « Classement femmes : Big Air », sur fis-ski.com, 19 octobre 2023 (consulté le 20 décembre 2023).
19. ↑  (en) « Classement hommes : Halfpipe », sur fis-ski.com, 9 décembre 2023 (consulté le 20 décembre 2023).
20. ↑  (en) « Classement femmes : Halfpipe », sur fis-ski.com, 9 décembre 2023 (consulté le 20 décembre 2023).
21. ↑  (en) « Classement hommes : Slopestyle », sur fis-ski.com, 23 novembre 2023 (consulté le 30 novembre 2023).
22. ↑  (en) « Classement femmes : Slopestyle », sur fis-ski.com, 23 novembre 2023 (consulté le 30 novembre 2023).